# 940年
| 千纪： | 1千纪 |
| 世纪： | 9世纪 \| 10世纪 \| 11世纪 |
| 年代： | 910年代 \| 920年代 \| 930年代 \| 940年代 \| 950年代 \| 960年代 \| 970年代                                                                                            |
| 年份： | 935年 \| 936年 \| 937年 \| 938年 \| 939年 \| 940年 \| 941年 \| 942年 \| 943年 \| 944年 \| 945年                                                                      |
| 纪年： | 庚子年（鼠年）；闽永隆二年；于阗同慶二十九年；契丹会同三年；南汉大有十三年；后蜀广政三年；后晋（吴越、荆南、马楚）天福五年；南唐昇元四年；大理文德四年；日本天慶三年 |

## 大事记
- 白鹿洞书院建立。
- 王延羲進攻其弟王延政所領建州，閩國內戰開始。

## 逝世
- 范延光，后晋东平郡王